# Les Damps
Les Damps és un municipi francès situat al departament de l'Eure i a la regió de Normandia. L'any 2007 tenia 1.191 habitants.

## Demografia

### Població
El 2007 la població de fet de Les Damps era de 1.191 persones. Hi havia 468 famílies, de les quals 108 eren unipersonals (48 homes vivint sols i 60 dones vivint soles), 156 parelles sense fills, 184 parelles amb fills i 20 famílies monoparentals amb fills.
La població ha evolucionat segons el següent gràfic:
Habitants censats

### Habitatges
El 2007 hi havia 499 habitatges, 474 eren l'habitatge principal de la família, 8 eren segones residències i 17 estaven desocupats. 454 eren cases i 44 eren apartaments. Dels 474 habitatges principals, 362 estaven ocupats pels seus propietaris, 107 estaven llogats i ocupats pels llogaters i 5 estaven cedits a títol gratuït; 2 tenien una cambra, 18 en tenien dues, 101 en tenien tres, 173 en tenien quatre i 180 en tenien cinc o més. 416 habitatges disposaven pel capbaix d'una plaça de pàrquing. A 189 habitatges hi havia un automòbil i a 250 n'hi havia dos o més.

### Piràmide de població
La piràmide de població per edats i sexe el 2009 era:
| Homes | Edats   | Dones |
| ----- | ------- | ----- |
| 0     | 95 o +  | 0     |
| 4     | 90 a 94 | 4     |
| 0     | 85 a 89 | 20    |
| 8     | 80 a 84 | 4     |
| 8     | 75 a 79 | 4     |
| 20    | 70 a 74 | 8     |
| 32    | 65 a 69 | 52    |
| 20    | 60 a 64 | 24    |
| 16    | 55 a 59 | 20    |
| 40    | 50 a 54 | 44    |
| 52    | 45 a 49 | 40    |
| 36    | 40 a 44 | 40    |
| 44    | 35 a 39 | 36    |
| 28    | 30 a 34 | 44    |
| 40    | 25 a 29 | 20    |
| 24    | 20 a 24 | 24    |
| 36    | 15 a 19 | 12    |
| 4     | 10 a 14 | 20    |
| 28    | 5 a 9   | 12    |
| 32    | 0 a 4   | 32    |

## Economia
El 2007 la població en edat de treballar era de 784 persones, 621 eren actives i 163 eren inactives. De les 621 persones actives 570 estaven ocupades (309 homes i 261 dones) i 51 estaven aturades (27 homes i 24 dones). De les 163 persones inactives 67 estaven jubilades, 47 estaven estudiant i 49 estaven classificades com a «altres inactius».

### Ingressos
El 2009 a Les Damps hi havia 488 unitats fiscals que integraven 1.238 persones, la mediana anual d'ingressos fiscals per persona era de 20.370 €.

### Activitats econòmiques
Dels 24 establiments que hi havia el 2007, 1 era d'una empresa de fabricació d'elements pel transport, 2 d'empreses de fabricació d'altres productes industrials, 4 d'empreses de construcció, 2 d'empreses de comerç i reparació d'automòbils, 2 d'empreses de transport, 4 d'empreses d'hostatgeria i restauració, 1 d'una empresa d'informació i comunicació, 1 d'una empresa financera, 1 d'una empresa immobiliària, 3 d'empreses de serveis i 3 d'empreses classificades com a «altres activitats de serveis».
Dels 9 establiments de servei als particulars que hi havia el 2009, 1 era un paleta, 1 fusteria, 1 lampisteria, 1 electricista, 2 perruqueries, 2 restaurants i 1 saló de bellesa.

## Equipaments sanitaris i escolars
El 2009 hi havia una escola elemental.

## Poblacions més properes
El següent diagrama mostra les poblacions més properes.